# WizFolio
WizFolio是一个曾经的在线文献管理系统，由新加坡一家公司制作。目前在东南亚地区（尤其是生物信息界）使用的人相对多一些。对于普通免费用户提供1G的免费空间，单个文件限制在5MB以下；对于付费的用户提供5G空间，单个文件限制在25MB以下。